# Філідор коричневий
Філідо́р коричневий (Syndactyla dimidiata) — вид горобцеподібних птахів родини горнерових (Furnariidae). Мешкає в Бразилії і Парагваї.

## Опис
Довжина птаха становить 17-17,5 см, вага 27-32 г. Довжина дзьоба становить 22 мм, довжина крила 7,5 см, довжина хвоста 7,5 см. Верхня частина тіла переважно рудувато-коричнева, шия, скроні і "брови" над очима темно-руді, нижня частина тіла охриста. Крила темно-рудувато-коричневі, хвіст яскраво-рудий. Очі карі, дзьоб темно-коричневий, відносно довгий.

## Поширення і екологія
Коричневі філідори поширені на півдні центральної Бразилії (від півдня Мату-Гросу і Гоясу до західної Парани і південно-західного Мінас-Жерайсу) та на крайньому північному сході Парагваю (Консепсьйон і Амамбай). Вони живуть в нижньому і середньому ярусі вологих рівнинних тропічних лісів і рідколісь та в галерейних лісах в регіоні Серрадо. Зустрічаються поодинці або парами, на висоті до 1200 м над рівнем моря. Не приєднуються до змішаних зграй птахів.